# Список послів НДР у США
Німецька демократична республіка мала дипломатичні відносини зі Сполученими Штатами з 1974 по 1990 рік. Посли НДР у США також були акредитовані в Канаді, оскільки НДР не мала там фізичної дипломатичної присутності.
Нижче наведено головних дипломатичних агентів Східної Німеччини в Сполучених Штатах, їхні дипломатичні ранги, а також фактичний початок і кінець їхньої служби в Сполучених Штатах.

## Список послів Східної Німеччини у США (1974–1990)
| Ім'я та назва         | Портрет | Вручення вірчих грамот | Припинення місії   |
| --------------------- | ------- | ---------------------- | ------------------ |
| Рольф Зібер, посол    |         | 11 грудня 1974         | 1978 рік           |
| Горст Грюнерт, посол  |         | 2 жовтня 1978          | 1983 рік           |
| Герхард Гердер, посол |         | 12 липня 1983          | 2 жовтня 1990 року |